# Neobrachista
Neobrachista is een geslacht van vliesvleugeligen uit de familie Trichogrammatidae. De wetenschappelijke naam van dit geslacht is voor het eerst geldig gepubliceerd in 1912 door Girault.

## Soorten
Het geslacht Neobrachista omvat de volgende soorten:
- Neobrachista carbajali (Girault, 1934)
- Neobrachista fasciata Girault, 1912
- Neobrachista incomperta Girault, 1915
- Neobrachista javae Girault, 1917
- Neobrachista novifasciata Girault, 1913
- Neobrachista trifasciata Girault, 1915